# Kalendarium rządu Zbigniewa Messnera
Kalendarium rządu Zbigniewa Messnera opisuje powołanie rządu Zbigniewa Messnera, zmiany na stanowiskach ministrów, sekretarzy stanu, podsekretarzy stanu, wojewodów i wicewojewodów.

## Zmiany w rządzie
Lista zmian personalnych na stanowiskach ministrów, sekretarzy stanu i podsekretarzy stanu.

### Rok 1985
| Powołanie | Odwołanie        |
| 6 listopada 1985 | 6 listopada 1985 |
| --- | ---------------- |
| - Zbigniewa Messnera na urząd prezesa Rady Ministrów. | –                |
| 12 listopada 1985 |                  |
| - Zbigniewa Gertycha na urząd wiceprezesa Rady Ministrów, - Manfreda Gorywody na urzędy wiceprezesa Rady Ministrów i przewodniczącego Komisji Planowania przy Radzie Ministrów, - Władysława Gwiazdy na urząd wiceprezesa Rady Ministrów, - Józefa Kozioła na urząd wiceprezesa Rady Ministrów, - Zbigniewa Szałajdy na urząd wiceprezesa Rady Ministrów, - Mirosława Cybulko na urząd ministra zdrowia i opieki społecznej, - Lecha Domerackiego na urząd ministra sprawiedliwości, - Stanisława Gębali na urząd ministra pracy, płac i spraw socjalnych, - Edwarda Grzywy na urząd ministra przemysłu chemicznego i lekkiego, - Michała Janiszewskiego na urząd ministra-szefa Urzędu Rady Ministrów, - Stefana Jastrzębskiego na urząd ministra ochrony środowiska i zasobów naturalnych, - Jerzego Jóźwiaka na urząd ministra handlu wewnętrznego i usług, - Janusza Kamińskiego na urząd ministra komunikacji, - Czesława Kiszczaka na urząd ministra spraw wewnętrznych, - Aleksandra Kwaśniewskiego na urząd ministra-członka Rady Ministrów, - Adama Łopatki na urząd ministra-kierownika Urzędu do Spraw Wyznań, - Janusza Maciejewicza na urząd ministra hutnictwa i przemysłu maszynowego, - Władysława Majewskiego na urząd ministra łączności, - Joanny Michałowskiej-Gumowskiej na urząd ministra oświaty i wychowania, - Benona Miśkiewicza na urząd ministra nauki i szkolnictwa wyższego, - Stanisława Nieckarza na urząd ministra finansów, - Józefa Niewiadomskiego na urząd ministra budownictwa, gospodarki przestrzennej i komunalnej, - Adama Nowotnika na urząd ministra-kierownika Urzędu Gospodarki Morskiej, - Mariana Orzechowskiego na urząd ministra spraw zagranicznych, - Czesława Piotrowskiego na urząd ministra górnictwa i energetyki, - Floriana Siwickiego na urząd ministra obrony narodowej, - Konrada Totta na urząd ministra-kierownika Urzędu Postępu Naukowo-Technicznego i Wdrożeń, - Jerzego Woźniaka na urząd ministra gospodarki materiałowej i paliwowej, - Andrzeja Wójcika na urząd ministra handlu zagranicznego, - Stanisława Zięby na urząd ministra rolnictwa, leśnictwa i gospodarki żywnościowej, - Kazimierza Żygulskiego na urząd ministra kultury i sztuki. | –                |

### Rok 1986
| Powołanie | Odwołanie |
| 17 lipca 1986 | 17 lipca 1986 |
| --- | --- |
| - Jerzego Bajszczaka na urząd ministra budownictwa, gospodarki przestrzennej i komunalnej, - Bazylego Samojlika na urząd ministra finansów. | - Józefa Niewiadomskiego z urzędu ministra budownictwa, gospodarki przestrzennej i komunalnej (powołany na ten urząd 12 listopada 1985), - Stanisława Nieckarza z urzędu ministra finansów (powołany na ten urząd 12 listopada 1985). |
| 29 września 1986 | |
| - Aleksandra Krawczuka na urząd ministra kultury i sztuki, - Jana Szlachty na urząd ministra górnictwa i energetyki.                        | - Czesława Piotrowskiego z urzędu ministra górnictwa i energetyki (powołany na ten urząd 12 listopada 1985), - Kazimierza Żygulskiego z urzędu ministra kultury i sztuki (powołany na ten urząd 12 listopada 1985).                   |

### Rok 1987
| Powołanie | Odwołanie |
| 16 kwietnia 1987 | 16 kwietnia 1987 |
| --- | --- |
| - Janusza Pawłowskiego na urząd ministra pracy, płac i spraw socjalnych, - Zdzisława Sadowskiego na urząd wiceprezesa Rady Ministrów. | - Zbigniewa Gertycha z urzędu wiceprezesa Rady Ministrów (powołany na ten urząd 12 listopada 1985), - Stanisława Gębali z urzędu ministra pracy, płac i spraw socjalnych (powołany na ten urząd 12 listopada 1985). |
| 7 maja 1987 | |
| - Władysława Loranca na urząd ministra-kierownika Urzędu do Spraw Wyznań. | - Adama Łopatki z urzędu ministra-kierownika Urzędu do Spraw Wyznań (powołany na ten urząd 12 listopada 1985). |
| 24 października 1987 | |
| - Henryka Bednarskiego na urząd ministra edukacji narodowej, - Jerzego Bilipa na urząd ministra przemysłu, - Bogumiła Ferensztajna na urząd ministra gospodarki przestrzennej i budownictwa, - Władysława Gwiazdy na urząd ministra współpracy gospodarczej z zagranicą, - Jerzego Jóźwiaka na urząd ministra rynku wewnętrznego, - Janusza Kamińskiego na urząd ministra transportu, żeglugi i łączności, - Janusza Komendera na urząd ministra zdrowia i opieki społecznej, - Waldemara Michny na urząd ministra ochrony środowiska i zasobów naturalnych, - Janusza Pawłowskiego na urząd ministra pracy i polityki socjalnej, - Zdzisława Sadowskiego na urząd przewodniczącego Komisji Planowania przy Radzie Ministrów. | - Jerzego Bajszczaka z urzędu ministra budownictwa, gospodarki przestrzennej i komunalnej (powołany na ten urząd 17 lipca 1986), - Mirosława Cybulki z urzędu ministra zdrowia i opieki społecznej (powołany na ten urząd 12 listopada 1985), - Manfreda Gorywody z urzędów wiceprezesa Rady Ministrów oraz przewodniczącego Komisji Planowania przy Radzie Ministrów (powołany na te urzędy 12 listopada 1985), - Edwarda Grzywy z urzędu ministra przemysłu chemicznego i lekkiego (powołany na ten urząd 12 listopada 1985), - Władysława Gwiazdy z urzędu wiceprezesa Rady Ministrów (powołany na ten urząd 12 listopada 1985), - Stefana Jarzębskiego z urzędu ministra ochrony środowiska i zasobów naturalnych (powołany na ten urząd 12 listopada 1985), - Jerzego Jóźwiaka z urzędu ministra handlu wewnętrznego i usług (powołany na ten urząd 12 listopada 1985), - Janusza Kamińskiego z urzędu ministra komunikacji (powołany na ten urząd 12 listopada 1985), - Aleksandra Kwaśniewskiego z urzędu ministra-członka Rady Ministrów (powołany na ten urząd 12 listopada 1985), - Janusza Maciejewicza z urzędu ministra hutnictwa i przemysłu maszynowego (powołany na ten urząd 12 listopada 1985), - Władysława Majewskiego z urzędu ministra łączności (powołany na ten urząd 12 listopada 1985), - Joanny Michałowskiej-Gumowskiej z urzędu ministra oświaty i wychowania (powołana na ten urząd 12 listopada 1985), - Benona Miśkiewicza z urzędu ministra nauki i szkolnictwa wyższego (powołany na ten urząd 12 listopada 1985), - Adama Nowotnika z urzędu ministra-kierownika Urzędu Gospodarki Morskiej (powołany na ten urząd 12 listopada 1985), - Janusza Pawłowskiego z urzędu ministra pracy, płac i spraw socjalnych (powołany na ten urząd 16 kwietnia 1987), - Jana Szlachty z urzędu ministra górnictwa i energetyki (powołany na ten urząd 29 września 1986), - Jerzego Woźniaka z urzędu ministra gospodarki materiałowej i paliwowej (powołany na ten urząd 12 listopada 1985), - Andrzeja Wójcika z urzędu ministra handlu zagranicznego (powołany na ten urząd 12 listopada 1985). |

### Rok 1988
| Powołanie                                                        | Odwołanie |
| 11 lutego 1988                                                   | 11 lutego 1988 |
| ---------------------------------------------------------------- | --- |
| - Ireneusza Sekuły na urząd ministra pracy i polityki socjalnej. | - Janusza Pawłowskiego z urzędu ministra pracy i polityki socjalnej (powołany na ten urząd 24 października 1987). |
| 17 czerwca 1988                                                  | |
| - Tadeusza Olechowskiego na urząd ministra spraw zagranicznych.  | - Mariana Orzechowskiego z urzędu ministra spraw zagranicznych (powołany na ten urząd 12 listopada 1985). |
| 19 września 1988                                                 | |
| –                                                                | - Sejm PRL przyjął ustąpienie rządu i powierzył dalsze pełnienie obowiązków do czasu powołania nowego rządu. |
| 27 września 1988                                                 | |
| –                                                                | - Zbigniewa Messnera z urzędu prezesa Rady Ministrów (powołany na ten urząd 6 listopada 1985). |
| 14 października 1988                                             | |
| –                                                                | - Józefa Kozioła z urzędu wiceprezesa Rady Ministrów (powołany na ten urząd 12 listopada 1985), - Zbigniewa Szałajdy z urzędu wiceprezesa Rady Ministrów (powołany na ten urząd 12 listopada 1985), - Władysława Gwiazdy z urzędu ministra współpracy gospodarczej z zagranicą (powołany na ten urząd 24 października 1987), - Lecha Domerackiego z urzędu ministra sprawiedliwości (powołany na ten urząd 12 listopada 1985), - Michała Janiszewskiego z urzędu ministra-szefa Urzędu Rady Ministrów (powołany na ten urząd 12 listopada 1985), - Jerzego Jóźwiaka z urzędu ministra rynku wewnętrznego (powołany na ten urząd 24 października 1987), - Janusza Kamińskiego z urzędu ministra transportu, żeglugi i łączności (powołany na ten urząd 24 października 1987), - Czesława Kiszczaka z urzędu ministra spraw wewnętrznych (powołany na ten urząd 12 listopada 1985), - Floriana Siwickiego z urzędu ministra obrony narodowej (powołany na ten urząd 12 listopada 1985), - Konrada Totta z urzędu ministra-kierownika Urzędu Postępu Naukowo-Technicznego i Wdrożeń (powołany na ten urząd 12 listopada 1985), - Stanisława Zięby z urzędu ministra rolnictwa, leśnictwa i gospodarki żywnościowej (powołany na ten urząd 12 listopada 1985), - Bazylego Samojlika z urzędu ministra finansów (powołany na ten urząd 17 lipca 1986), - Aleksandra Krawczuka z urzędu ministra kultury i sztuki (powołany na ten urząd 29 września 1986), - Zdzisława Sadowskiego z urzędów wiceprezesa Rady Ministrów (powołany na ten urząd 16 kwietnia 1987) oraz przewodniczącego Komisji Planowania przy Radzie Ministrów (powołany na ten urząd 24 października 1987), - Władysława Loranca z urzędu ministra-kierownika Urzędu do Spraw Wyznań (powołany na ten urząd 7 maja 1987), - Henryka Bednarskiego z urzędu ministra edukacji narodowej (powołany na ten urząd 24 października 1987), - Jerzego Bilipa z urzędu ministra przemysłu (powołany na ten urząd 24 października 1987), - Bogumiła Ferensztajna z urzędu ministra gospodarki przestrzennej i budownictwa (powołany na ten urząd 24 października 1987), - Janusza Komendera z urzędu ministra zdrowia i opieki społecznej (powołany na ten urząd 24 października 1987), - Waldemara Michny z urzędu ministra ochrony środowiska i zasobów naturalnych (powołany na ten urząd 24 października 1987), - Ireneusza Sekuły z urzędu ministra pracy i polityki socjalnej (powołany na ten urząd 11 lutego 1988), - Tadeusza Olechowskiego z urzędu ministra spraw zagranicznych (powołany na ten urząd 17 czerwca 1988). |